# Běšiny
Běšiny – gmina w Czechach, w powiecie Klatovy, w kraju pilzneńskim. Według danych z dnia 1 stycznia 2013 liczyła 874 mieszkańców.
W miejscowości jest stacja kolejowa Běšiny

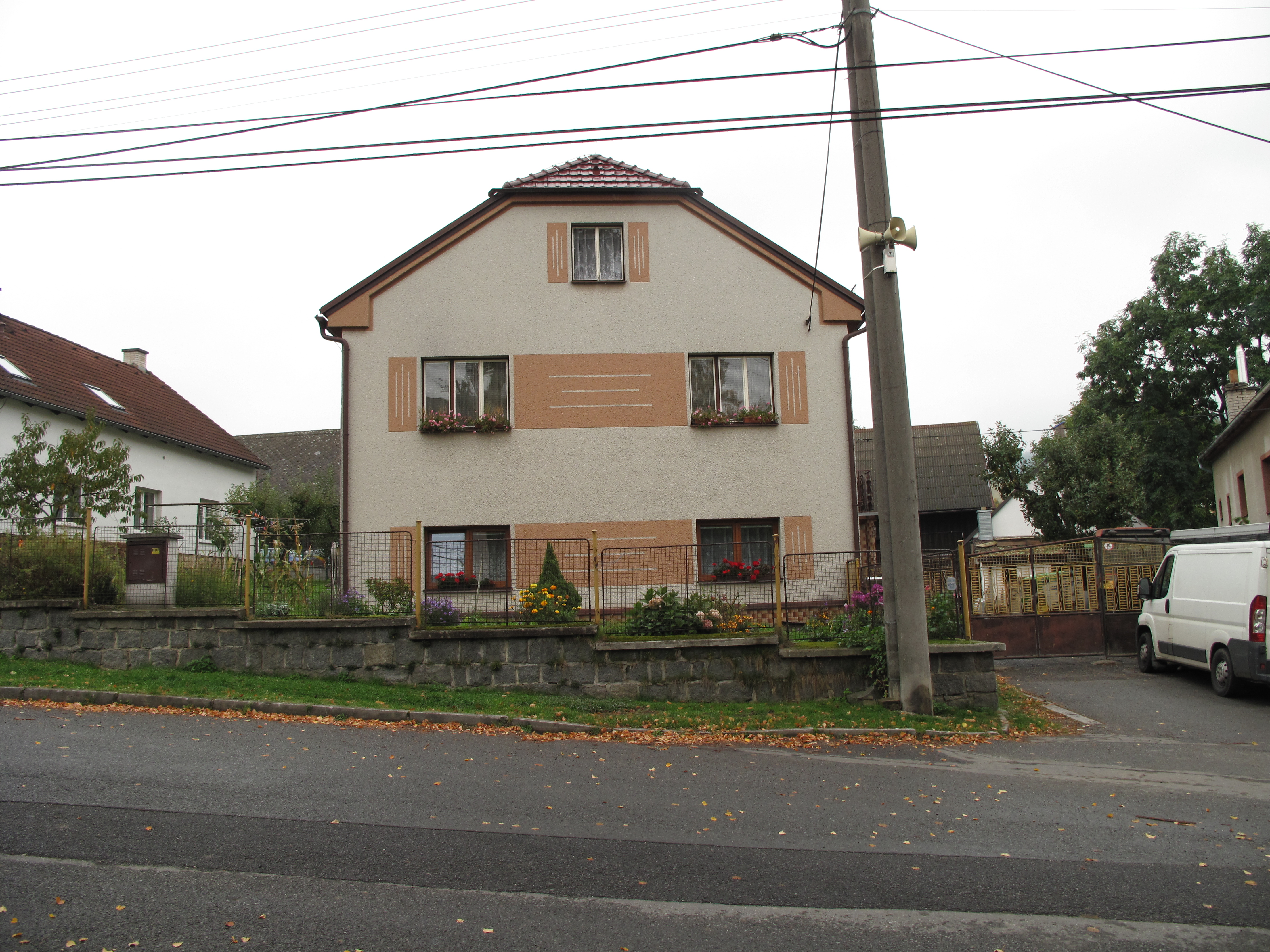
Domy
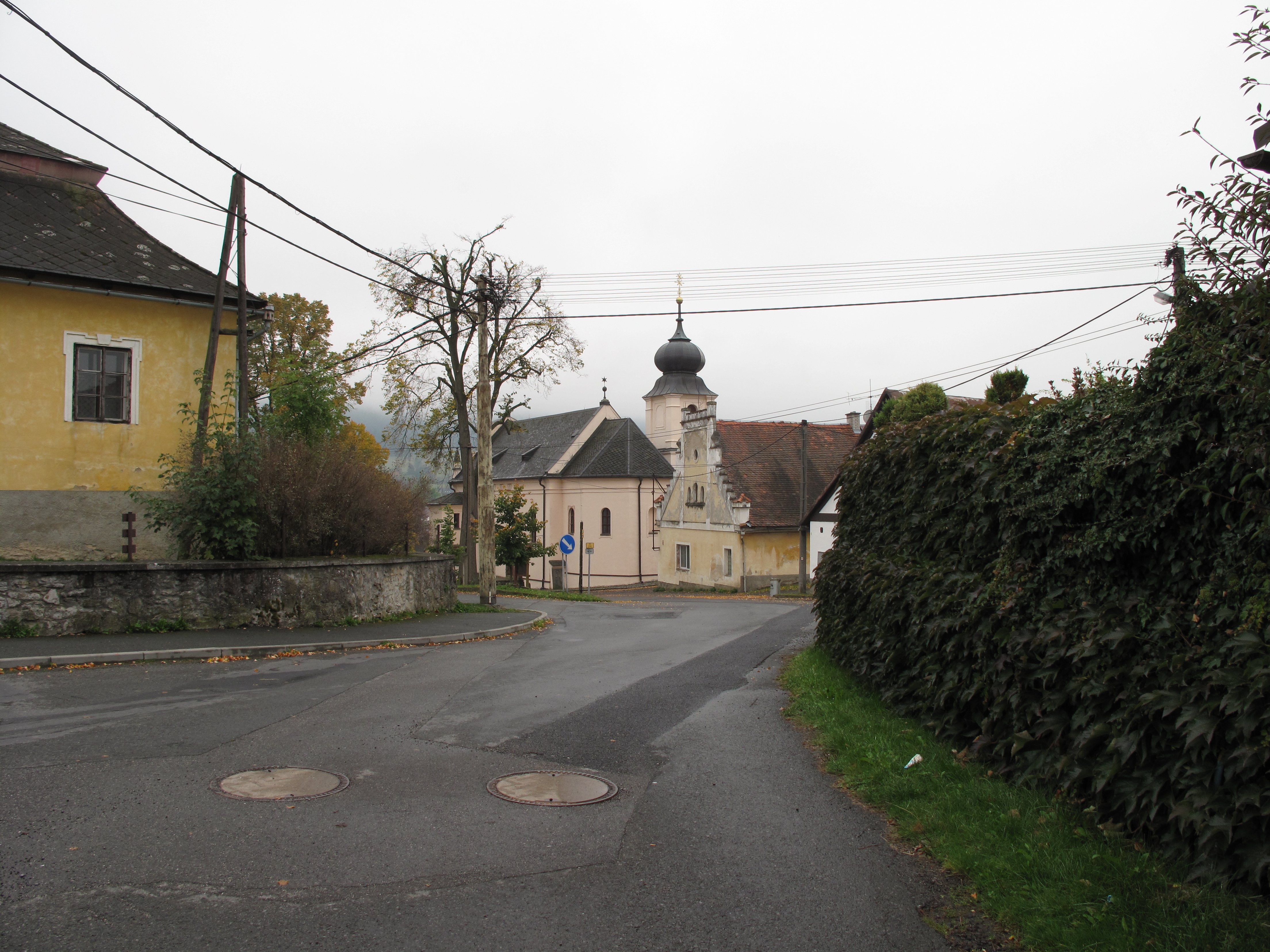
Kościół
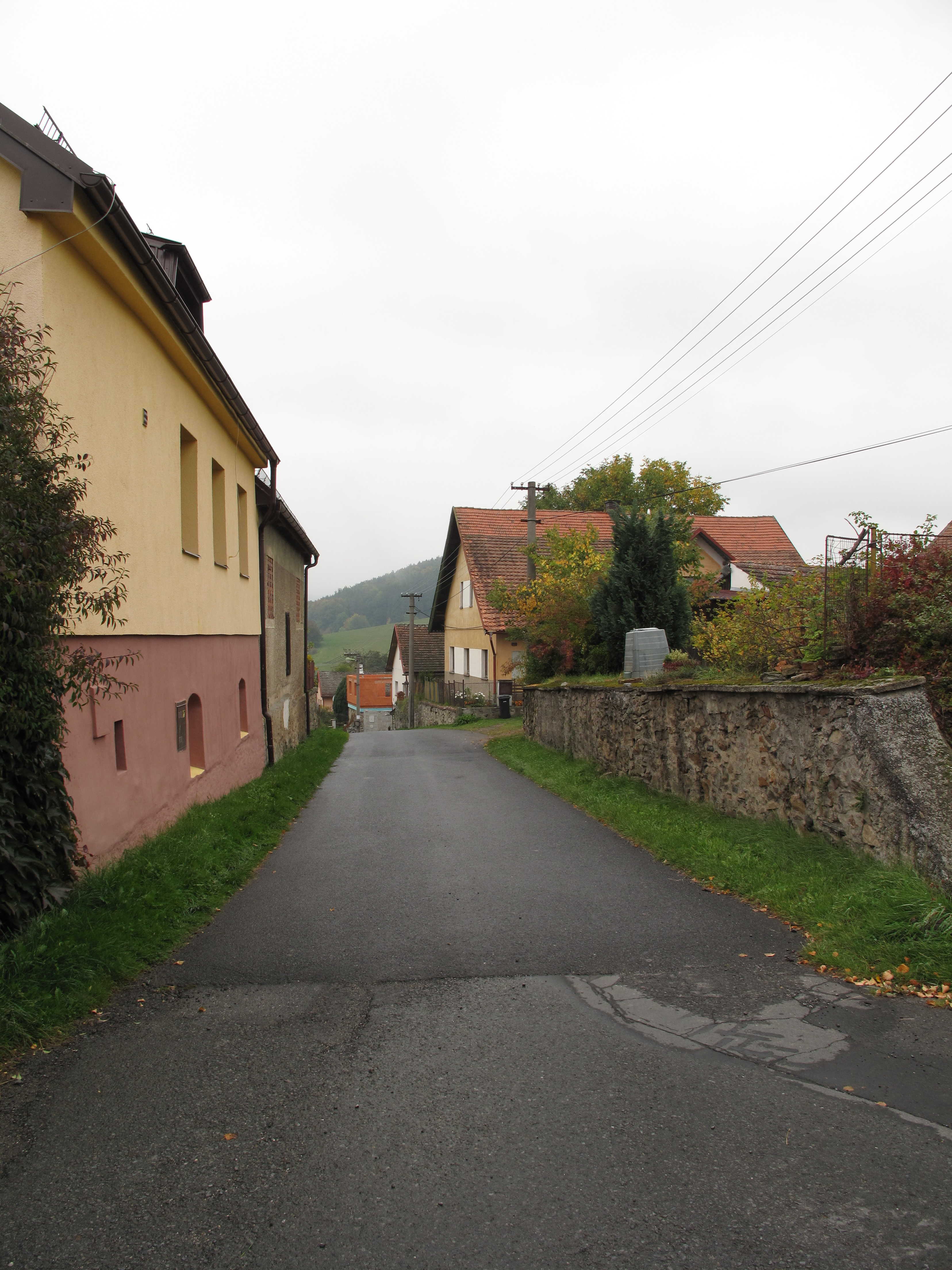
Ulica